# Tibetologie
Die Tibetologie ist eine wissenschaftliche Disziplin, die sich mit dem Studium der Sprachen und der geistigen und materiellen Kultur Tibets beschäftigt.

## Geschichte
Als Begründer der Tibetologie gilt der ungarische Orientalist Alexander Csoma de Kőrös. Vor ihm hatte schon Johannes Jährig, welcher im Dienste der Kaiserlichen Akademie der Wissenschaften Rußlands (heute Russische Akademie der Wissenschaften) stand, eine Grammatik der tibetischen Sprache geschrieben und sich intensiv mit dem Tibetischen beschäftigt. Jährig und weitere Mitglieder der Herrnhuter Brüdergemeine lebten seit 1765 viele Jahre unter den Kalmücken an der Wolga, und im Falle von Jährig dann auch unter den Burjaten am Baikalsee. Diese mongolischen Völker bedienten sich des Tibetischen als Liturgiesprache. Jährigs größter Wunsch, nach Tibet zu gehen, ging aufgrund diplomatischer Verwicklungen mit China nie in Erfüllung. Über die Kalmückenmission in Sarepta (Wolgograd) an der Wolga bekam die europäische Wissenschaft erstmals detaillierte Kenntnis sowohl einer mongolischen Sprache, nämlich Kalmückisch, als auch des Tibetischen. Tibetische und kalmückische Handschriften gelangten in der zweiten Hälfte des 18. Jahrhunderts über Georg Thomas von Asch an die Universitätsbibliothek in Göttingen. Der erste akademische Lehrer des Tibetischen in der westlichen Welt war der Franzose Philippe Édouard Foucaux (1811–1894), der am 31. Januar 1842 seine tibetologische Antrittsvorlesung an der École spéciale des Langues Orientales in Paris hielt.
Die herausragenden Zentren der europäischen Tibetologie waren im 20. Jahrhundert Rom (Giuseppe Tucci, Luciano Petech), Wien (Ernst Steinkellner), Paris (Rolf Alfred Stein) und England (David Snellgrove, Hugh Edward Richardson). Gleichermaßen bedeutend für die Tibetforschung waren auch Beiträge von Tibetologen aus Dänemark, Norwegen, Ungarn, Tschechien, Russland und insbesondere Japan. Auch in China hat sich gegen Ende des 20. Jahrhunderts eine tibetologische Forschung entwickelt.
Seit wenigen Jahrzehnten hat die Tibetologie international einen enormen Aufschwung erfahren, was sich in den interdisziplinär angelegten, im Abstand von drei Jahren abgehaltenen Tagungen der International Association of Tibetan Studies (IATS) besonders deutlich zeigt. Auch die seit 2007 wieder in regelmäßigen Abständen stattfindende Nachwuchskonferenz International Seminar of Young Tibetologists (ISYT) zeugt von dem steigenden Interesse an der tibetologischen Forschung. Neuere Forschungsgebiete ergeben sich durch das Interesse der Ethnologie und der Archäologie an der Erforschung Tibets.

## Studium
Das Studium der Tibetologie kann Philologie, Literatur- und Sprachgeschichte, Philosophie- und Religionsgeschichte, Geschichte, Wissenschaftsgeschichte und Kunstgeschichte, die Gesellschaft Tibets und Buddhismuskunde beinhalten.
Aus historischen Gründen war die Tibetologie in Deutschland häufig mit der Indologie verbunden und damit lange Zeit auf den Aspekt der Erschließung von tibetischen Texten, die aus dem Sanskrit übersetzt worden sind, eingeengt. Die ersten Lehrstühle für Tibetologie wurden in Deutschland in den 1980er Jahren eingerichtet. Tibetologische Fachbereiche in Deutschland gibt es z. B. am Asien-Afrika-Institut der Universität Hamburg und Humboldt-Universität zu Berlin, an der Universität Leipzig, der Universität München, der Universität Marburg und an der Universität Bonn. Darüber hinaus gibt es im deutschsprachigen Raum auch das Institut für Südasien-, Tibet- und Buddhismuskunde an der Universität Wien.

## Forschungsthemen
Forschungsschwerpunkt der tibetologischen Forschungs- und Lehreinrichtungen ist häufig der tibetische Buddhismus und das Studium geht einher mit dem Erlernen des klassischen Tibetisch sowie der tibetischen Umgangssprache.